# Verso la città del terrore
Verso la città del terrore (A Tale of Two Cities) è un film britannico del 1958 diretto da Ralph Thomas.
Il film è basato su parte del celebre romanzo storico Racconto di due città (A Tale of Two Cities) di Charles Dickens (1859).